# Edmond Marin la Meslée
Edmond Marin la Meslée, né le 5 février 1912 à Valenciennes et tué au combat le 4 février 1945 à Dessenheim (Haut-Rhin), est l'as de l'aviation française le plus titré de la campagne de France avec seize victoires aériennes confirmées (et quatre autres probables) remportées entre janvier et juin 1940. Roland Dorgelès présenta ce héros de la chasse aérienne mort avant la victoire finale comme le « Guynemer de la guerre 1939-1945 ».

## Biographie

### Son enfance et sa formation (1912-1931)
Edmond Marin la Meslée naît le 5 février 1912 à Valenciennes. Cinquième enfant d'une famille de dix, dont trois intégreront l'armée de l'air, il est le fils de l'un des « pères de l'aviation » dans le nord du pays : Athelstan Marin la Meslée, cofondateur du club d'aérostation et d'aviation de Valenciennes et secrétaire général honoraire de l'Aéro-club de Lille.
Après des études effectuées au collège Notre-Dame de sa ville natale puis au collège Saint-Joseph de Lille, nouvelle résidence familiale, il obtient deux baccalauréats en 1929. Il commence alors, pour plaire à ses parents, des études à la faculté de droit. Pourtant, sa passion est celle du pilotage depuis que son père lui a offert un baptême de l'air. Ayant réussi à obtenir une bourse de pilotage offerte par l'État, il reçoit son brevet de pilote le 1er août 1931 à l'école Morane-Saulnier de Villacoublay.

### Pilote dans l’armée de l’air avant guerre (1931-1939)
Âgé de dix-neuf ans, breveté pilote le 1er août 1931 à l'école Morane-Saulnier de Villacoublay, Edmond Marin la Meslée devance son appel pour effectuer son service militaire. Incorporé fin novembre 1931, il fréquente en tant qu’élève officier de réserve les écoles d’Istres puis d’Avord où il est major de promotion[réf. nécessaire]. Nommé sous-lieutenant de réserve le 20 septembre 1932, il intègre le 2e régiment de chasse de Strasbourg. Cependant, étant limité par le statut d'officier de réserve et son contrat annuel expirant, Edmond Marin la Meslée, plus que jamais motivé par la carrière militaire, n’a d’autre choix que de poursuivre par un nouvel engagement de deux années (novembre 1932-1934) avec le grade de sergent.
Voulant redevenir officier, Edmond Marin la Meslée tente sans succès le concours d'entrée à Saint-Cyr, puis celui de l'école des élèves-officiers d'active de l'Armée de l'air, à Versailles (1933). Le 10 juin 1935, il épouse Élisabeth Joliet, fille d'une vieille famille bourguignonne, à Perrigny-lès-Dijon. 
En septembre 1936, il parvient enfin à rejoindre l'établissement versaillais, alors École de l'air (future base aérienne 134 Versailles). Titulaire du brevet d'observateur, il est promu une nouvelle fois, mais dans l'active, sous-lieutenant en octobre 1937 et choisit de rejoindre la 5e escadre de chasse stationnée sur la base aérienne 112 de Reims. Il intègre la SPA 67, première escadrille du groupe de chasse I/5 volant sur Dewoitine 500 depuis 1936.

### La campagne de France (1939-1940)

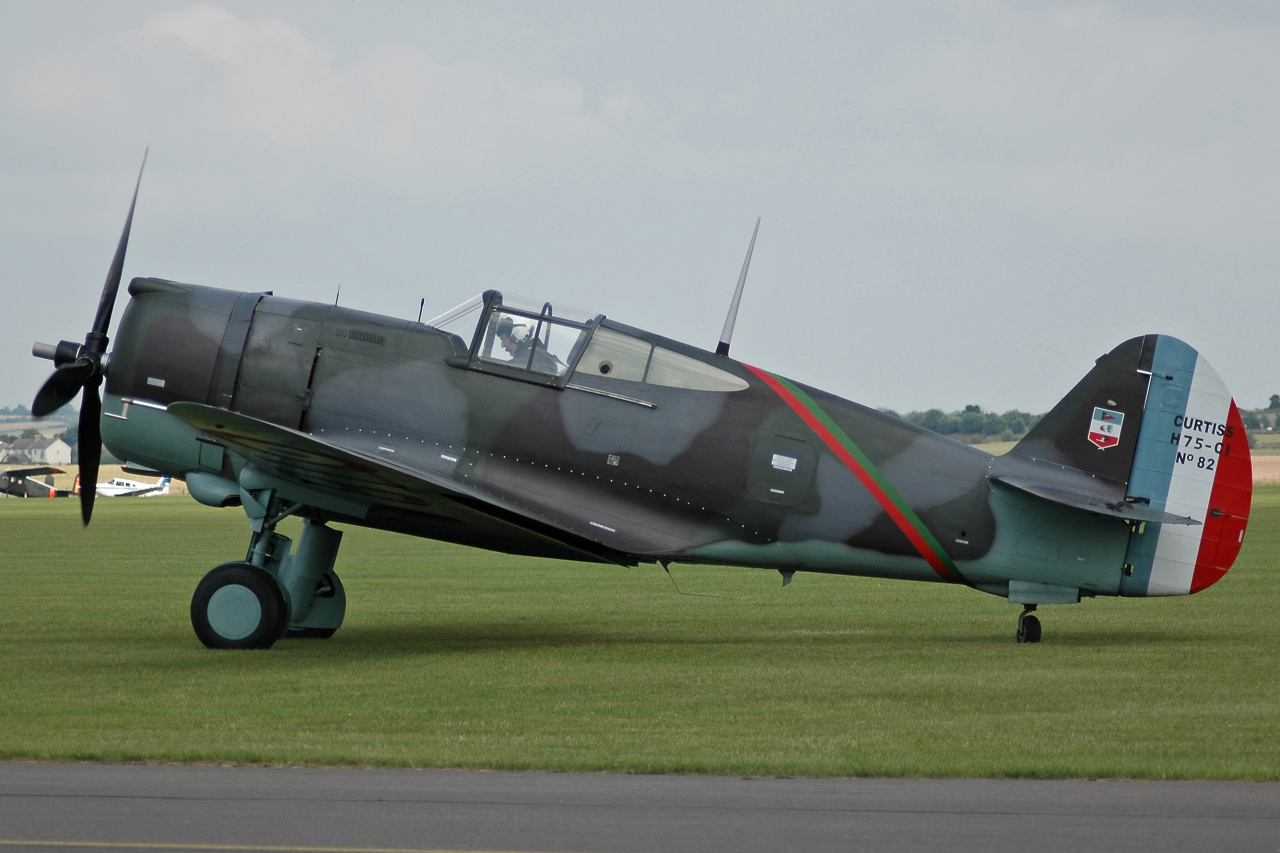
Curtiss H.75 Hawk.

Le 1er octobre 1939, Edmond Marin la Meslée est nommé lieutenant et commandant en second de l'escadrille SPA 67 derrière le capitaine Accart. Le groupe de chasse I/5, équipé quelques mois plus tôt de Curtiss H-75 Hawk, est mis sur le pied de guerre le 23 août 1939 et déménage vers son terrain d’opérations de Suippes, dans la Marne, le  27 août.
Sur ces lieux sont alignés 23 pilotes, 27 avions, 39 mécaniciens et 200 hommes de troupe. Le jeune pilote se montre pressé d'en découdre avec l'ennemi. Le 11 janvier 1940, il remporte sa première victoire en abattant un Dornier Do 17 dans le secteur de Longwy (l'avion se pose en catastrophe et on ne déplore qu'un seul blessé parmi l'équipage). Puis, à partir du déclenchement de l'offensive allemande, il accumule les victoires : trois Stukas abattus le 12 mai, un chasseur Messerschmitt Bf 109 détruit le lendemain, trois bombardiers Heinkel He 111 le 18 mai… Le groupe de chasse I/5 est déplacé à Saint-Dizier le 14 mai. Le 2 juin 1940, le lieutenant Marin la Meslée prend le commandement de l'escadrille en remplacement du capitaine Accart, grièvement blessé à la tête en combat aérien la veille. La majorité du groupe de chasse est ensuite progressivement repliée dans le sud du pays : Saint-Parres-lès-Vaudes (11 juin), Avallon (12 juin), Bourges (13 juin) et Carcassonne (17 juin). Le 20 juin, le groupe de chasse I/5 traverse la Méditerranée et est affecté en Afrique du Nord, d'abord en Algérie (Alger -Maison Blanche le 20 juin, Saint-Denis-du-Sig le 22 juin, Oran - La Sénia le 9 juillet) puis au Maroc (14 juillet).
Au total, durant cette campagne de France, le groupe de chasse I/5 du commandant Jacques-Louis Murtin s’est bien battu : il a remporté 111 victoires (dont 85 confirmées), d’où son surnom de « groupe des 111 ». Sur les dix pilotes « français » ayant abattu au moins dix avions ennemis, sept appartiennent au GC I/5 dont quatre à l’escadrille SPA 67. Il s'agit de Jean-Mary Accart, du Tchécoslovaque Frantisek Périna, de François Morel et surtout d'Edmond Marin la Meslée. En effet, celui-ci totalise à la fin de cette campagne 20 victoires, dont 16 sûres, remportées au cours de 101 missions de guerre. Il est alors l'as de la chasse aérienne française le plus titré d'avant armistice. « Ce que j’ai fait ne sort pas de l’ordinaire. Beaucoup d’autres en auraient fait autant s’ils n’avaient pas été engagés, la plupart du temps, dans des attaques de chars, métier sans gloire et dangereux, ou envoyés en chasse sur des Morane 406 qui ne pouvaient même pas tirer les bombardiers, parce qu’ils allaient moins vite qu’eux… », dira Edmond Marin la Meslée quant à cette période de sa vie.

### L'Afrique du Nord et le retour en métropole (1940-1945)
Après l'armistice, au cours de l'été 1940, son groupe de chasse est affecté au Maroc : Meknès le 14 juillet, Fès le 23 juillet et finalement Rabat le 17 août. Il fait partie des unités de l'armée de Vichy chargées d'assurer la surveillance de cette partie du Maghreb français. Marin la Meslée, nommé capitaine en décembre 1941, succède officiellement au capitaine Accart à la tête de la 1re escadrille du GC I/5. Le groupe combat les alliés au sein de l'armée de Vichy lors du débarquement de novembre 1942. Au terme des accords conclus entre l'amiral Darlan et les autorités américaines, les troupes du régime de Vichy en Afrique du Nord rallient officiellement le camp allié et sont engagées contre l'armée allemande dès la fin du mois de novembre 1942.
Les Américains équipent le GC I/5 de Curtiss P-40 (novembre 1942) puis de Bell P-39 Airacobra (juin 1943). Le 8 août 1943, Edmond Marin la Meslée, qui commandait la 1re escadrille, devient le second d'un groupe qui est intégré au dispositif aérien allié (BCC, ou Bône Coastal Command) et s’installe sur les terrains de Médiouna (1er août 1943) puis de Tafaraoui (2 septembre 1943). Ses missions sont alors la protection des convois et la surveillance des côtes oranaises. Le général de Gaulle visite l'unité de 13 avril 1944. Devenu commandant effectif d'un groupe de chasse basé à Oran - La Sénia (depuis le 3 janvier 1944), Edmond Marin la Meslée est promu officiellement au grade de commandant en juin 1944. 
Le 30 septembre 1944, un mois et demi après le débarquement de Provence, ses dix-huit Bell P-39 Q se posent sur le sol français, à Salon-de-Provence (qu'ils quitteront pour Le Vallon le 11 octobre). Début novembre, les avions sont remplacés par des chasseurs-bombardiers Republic P-47 Thunderbolt. Quant aux missions, il s'agit d'appuyer au sol les troupes françaises et alliées qui pourchassent les Allemands le long de la vallée du Rhône sans oublier quelques vols sur l'Italie du Nord. Le 4 décembre 1944, le GC I/5, appartenant dorénavant à la TAF (Tactical Air Force) et formant la 3e escadre de chasse avec le GC I/4 Navarre, quitte son théâtre d'opérations pour se déployer à Ambérieu-en-Bugey afin de soutenir les efforts de la 1re armée française engagée dans la bataille d'Alsace. Les pilotes sont alors hébergés dans un château appartenant à la famille de Saint-Exupéry. Les nouvelles missions du groupe I/5, avec ses 25 avions et ses 32 pilotes répartis en deux escadrilles (SPA 67 et SPA 75), sont alors l'appui direct, le bombardement et le mitraillage. Le 29 décembre 1944, cette 3e escadre de chasse, dont le groupe I/5 de Marin la Meslée réduit à seulement 13 appareils disponibles, est avancé jusqu'à la base de Tavaux, près de Dole.

### La dernière mission (4 février 1945)
.

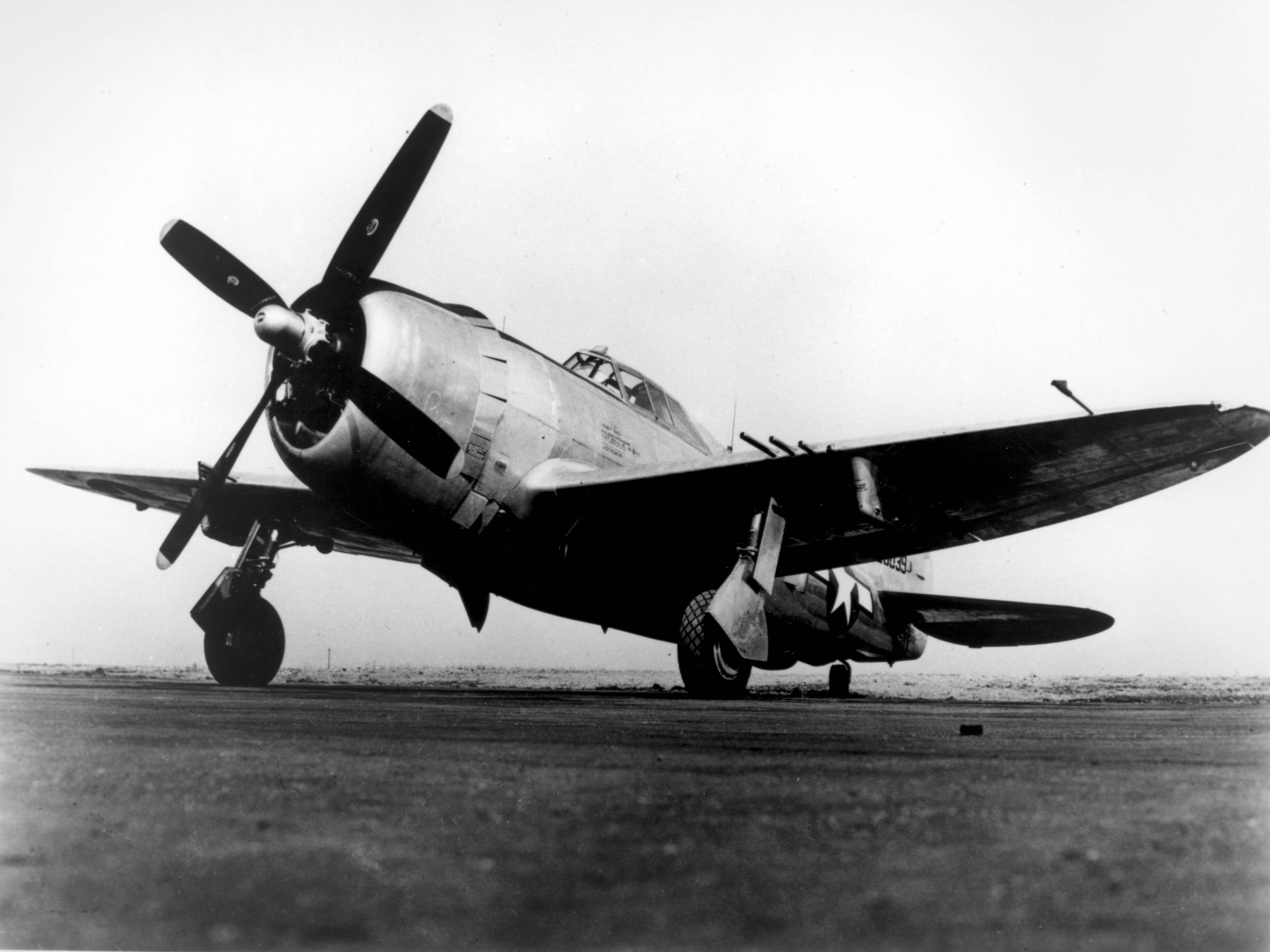
Chasseur-bombardier Republic P-47 Thunderbolt.

Le 4 février 1945, veille de l'anniversaire de ses trente-trois ans, Edmond Marin la Meslée décolle pour sa deux cent trente-deuxième mission de guerre (mission AO-82) à la tête d'une formation de trois patrouilles (commandant Marin la Meslée comme chef de dispositif, sous-lieutenant Muselli et lieutenant Tesseraud, en tant que chefs de patrouille). Les onze chasseurs bombardiers P-47 portent chacun deux bombes de 500 livres, sept portant des bombes explosives et quatre des bombes incendiaires. L'objectif fixé par le commandement du 1er corps aérien de Mulhouse est initialement un village allemand, Hügelsheim, au nord-est du célèbre pont de Chalampé. Il est finalement modifié par le PC aérien Remedy vers un objectif secondaire : le pont de bateaux, ou « portière », enjambant le Rhin à quelques kilomètres de Neuf-Brisach. Cette opération, qui intervient dans le cadre des combats de la poche de Colmar, est un succès : la cible est traitée sans pertes.
Au retour du bombardement, un nouvel objectif est communiqué par radio : il s'agit de mitrailler les routes à l'ouest du Rhin, entre Neuf-Brisach et Ensisheim. Le commandant Marin la Meslée repère une colonne ennemie circulant au nord de la forêt de la Hardt, sur la départementale 13 reliant Balgau à Dessenheim. Une première passe atteint le convoi mais emporte le sergent-chef Uhry, équipier gauche, qui est touché de plein fouet par la DCA et s'écrase sur une ferme. La fumée dégagée par un véhicule en flammes gêne la vision. Alors qu’il effectue un second passage sur l'objectif pour observer les résultats du straffing, l'avion du commandant est touché par un obus tiré par la flak, la défense antiaérienne allemande. Le P-47 no 44-20384 s'écrase dans un champ de seigle entre Rustenhart et Dessenheim. L'avion glisse sur le sol, se morcelle mais ne s'embrase pas. Edmond Marin la Meslée, un éclat d'obus logé dans le cervelet, est dégagé du cockpit et sa dépouille mortelle transportée par les troupes allemandes à Rustenhart. L'aviateur, à qui un peloton ennemi rend les honneurs, est laissé à l'abbé Weber qui se charge de ses funérailles. Le 10 février, le groupe GC I/5 apprend la nouvelle de la découverte du corps du pilote, la veille, par des unités alliées. Des obsèques ont lieu le 12 février à Rustenhart. 
Le 26 février 1945, une cérémonie solennelle est célébrée en la collégiale Notre-Dame de Dole, ville d'affectation de son unité, en présence du général commandant le 1er corps aérien français et du général Bouscat, inspecteur général de l'Armée de l'air et commandant les forces aériennes engagées. Celui-ci termine son hommage par ces mots : « Marin la Meslée, je ne salue pas en vous un mort. Rien ne peut mourir de ce qui demeure de vous parmi nous. L’aviation française est marquée à jamais de votre empreinte. Aussi bien sentons-nous le besoin, nous qui vivons loin de terre, d’être guidés dans le ciel par des phares bâtis sur des sommets inaccessibles. L’autre guerre nous a donné Guynemer ; l’entre-deux-guerres a vu grandir et mourir Mermoz. Cette guerre-ci restera éclairée pour toujours par votre lumineuse figure, Marin la Meslée, pur et grand soldat de l’Air. »

## Le héros de l'aviation de chasse française

### Liste des victoires aériennes créditées
| N° | Date            | Avion abattu          | Lieu                       | Période opérationnelle | Unité  | Appareil     | Nombre de pilotes ayant participé à l'attaque aérienne |
| -- | --------------- | --------------------- | -------------------------- | ---------------------- | ------ | ------------ | ------------------------------------------------------ |
| 1  | 11 janvier 1940 | Dornier Do 17         | Villers-la-Montagne        | Campagne de France     | GC I/5 | Curtiss H-75 | 2                                                      |
| 2  | 12 mai 1940     | Junkers Ju 87 "Stuka" | Sud de Bouillon (Belgique) | Campagne de France     | GC I/5 | Curtiss H-75 | 1                                                      |
| 3  | 12 mai 1940     | Junkers Ju 87 "Stuka" | Pouru-Saint-Remy           | Campagne de France     | GC I/5 | Curtiss H-75 | 1                                                      |
| 4  | 12 mai 1940     | Junkers Ju 87 "Stuka" | Sainte-Cécile (Belgique)   | Campagne de France     | GC I/5 | Curtiss H-75 | 3                                                      |
| 5  | 13 mai 1940     | Messerschmitt Bf 109  | Nord-Est de Stonne         | Campagne de France     | GC I/5 | Curtiss H-75 | 1                                                      |
| 6  | 15 mai 1940     | Henschel Hs 126       | Vendresse                  | Campagne de France     | GC I/5 | Curtiss H-75 | 7                                                      |
| 7  | 16 mai 1940     | Dornier Do 215        | Rethel                     | Campagne de France     | GC I/5 | Curtiss H-75 | 10                                                     |
| 8  | 18 mai 1940     | Heinkel He 111        | Rethel                     | Campagne de France     | GC I/5 | Curtiss H-75 | 3                                                      |
| 9  | 18 mai 1940     | Heinkel He 111        | Arcis-le-Ponsart           | Campagne de France     | GC I/5 | Curtiss H-75 | 5                                                      |
| 10 | 18 mai 1940     | Heinkel He 111        | Laon                       | Campagne de France     | GC I/5 | Curtiss H-75 | 5                                                      |
| 11 | 19 mai 1940     | Heinkel He 111        | Hesse                      | Campagne de France     | GC I/5 | Curtiss H-75 | 2                                                      |
| 12 | 24 mai 1940     | Henschel Hs 126       | Saint-Loup-Terrier         | Campagne de France     | GC I/5 | Curtiss H-75 | 1                                                      |
| 13 | 25 mai 1940     | Henschel Hs 126       | Briquenay ; Boult-aux-Bois | Campagne de France     | GC I/5 | Curtiss H-75 | 4                                                      |
| 14 | 26 mai 1940     | Heinkel He 111        | Tannay                     | Campagne de France     | GC I/5 | Curtiss H-75 | 9                                                      |
| 15 | 3 juin 1940     | Henschel Hs 126       | Sommauthe                  | Campagne de France     | GC I/5 | Curtiss H-75 | 4                                                      |
| 16 | 10 juin 1940    | Junkers Ju 88         | Châtillon-sur-Bar          | Campagne de France     | GC I/5 | Curtiss H-75 | 5                                                      |

### Décorations
Le commandant Edmond Marin la Meslée, chevalier de la Légion d’honneur (1940), était titulaire de la Croix de guerre 1939-1945 avec onze palmes et une étoile d'argent, et de la distinguished flying cross américaine. Il a été cité dix fois à l'ordre de l'armée et avait accompli 232 missions de guerre en 334 h 20 de vol.

### Citations

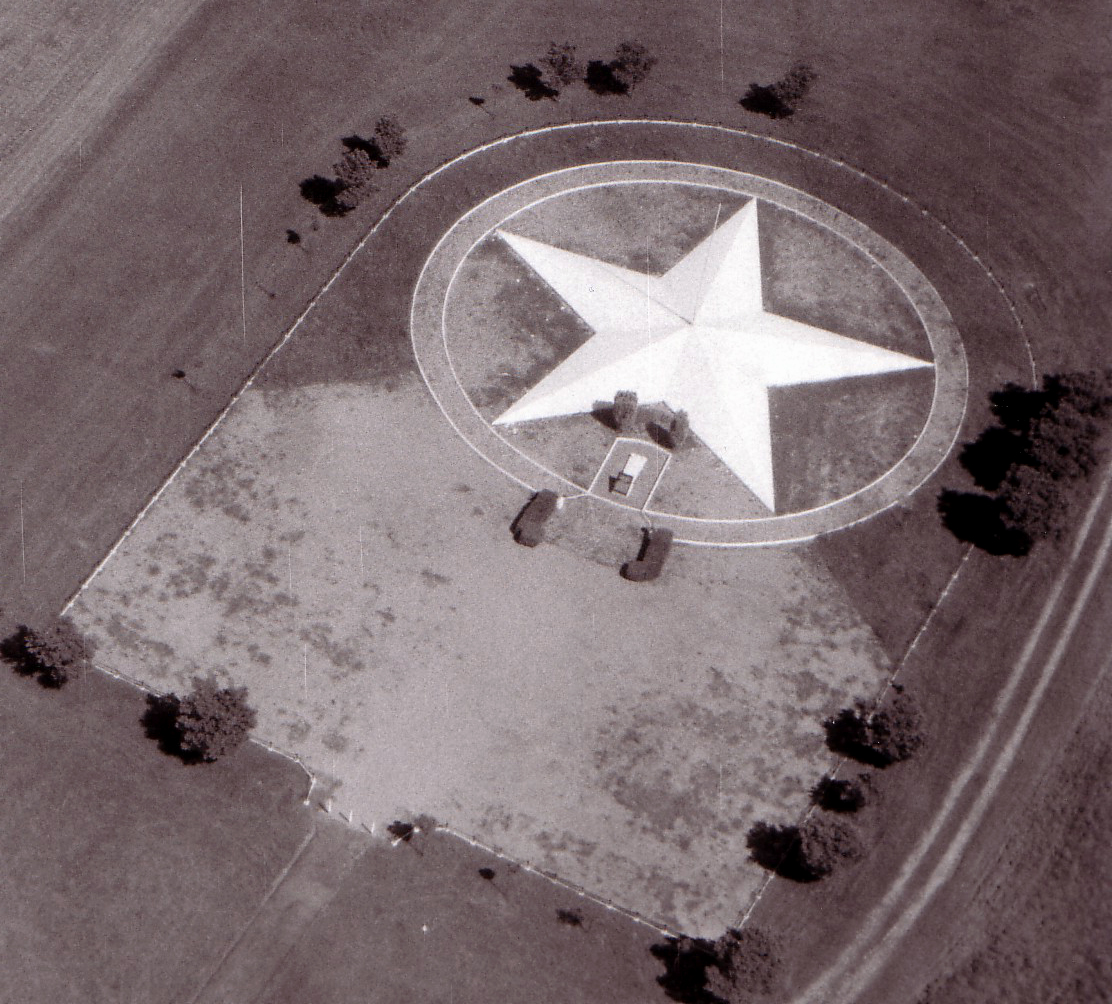
Vue aérienne du monument Marin la Meslée inauguré le 29 juin 1946.

Peu après la fin de la guerre, à Dessenheim, sur les lieux mêmes du crash de son P-47 Thunderbolt, une gigantesque étoile de pierre à cinq branches, celle du personnel navigant, d'une trentaine de mètres de diamètre est aménagée afin de garder le souvenir du sacrifice d'Edmond Marin la Meslée ; ce monument sera inauguré le 29 juin 1946. Le corps du commandant Edmond Marin la Meslée y repose depuis le 13 juin 1950, après avoir été enterré pendant quelques années au cimetière de Rustenhart. 
Parlant de ce « mausolée », Jules Roy écrira en 1948 : « À l'endroit de sa chute, ses compagnons d'armes ont dessiné une étoile à cinq branches... Maintenant son étoile répond de la terre noire à toutes celles qui s'allument le soir au-dessus d'elle ». L'écrivain évoquera encore le pilote disparu dans certains de ses ouvrages : Retour de l'Enfer (1951 ; il l'appelle alors l'« Archange »), L'Homme à l'épée (1957), Mémoires Barbares (1989). 
Jules Roy préface aussi une première biographie du héros (publiée en 1952 par Michel Mohrt, cf. bibliographie) : « Il était déjà touché par l'immortalité qui l'attendait quatre ans plus tard, dans le fracas de sa chute en Alsace, trop beau, mais surtout trop pur pour un long passage sur la terre... ».

### Souvenir

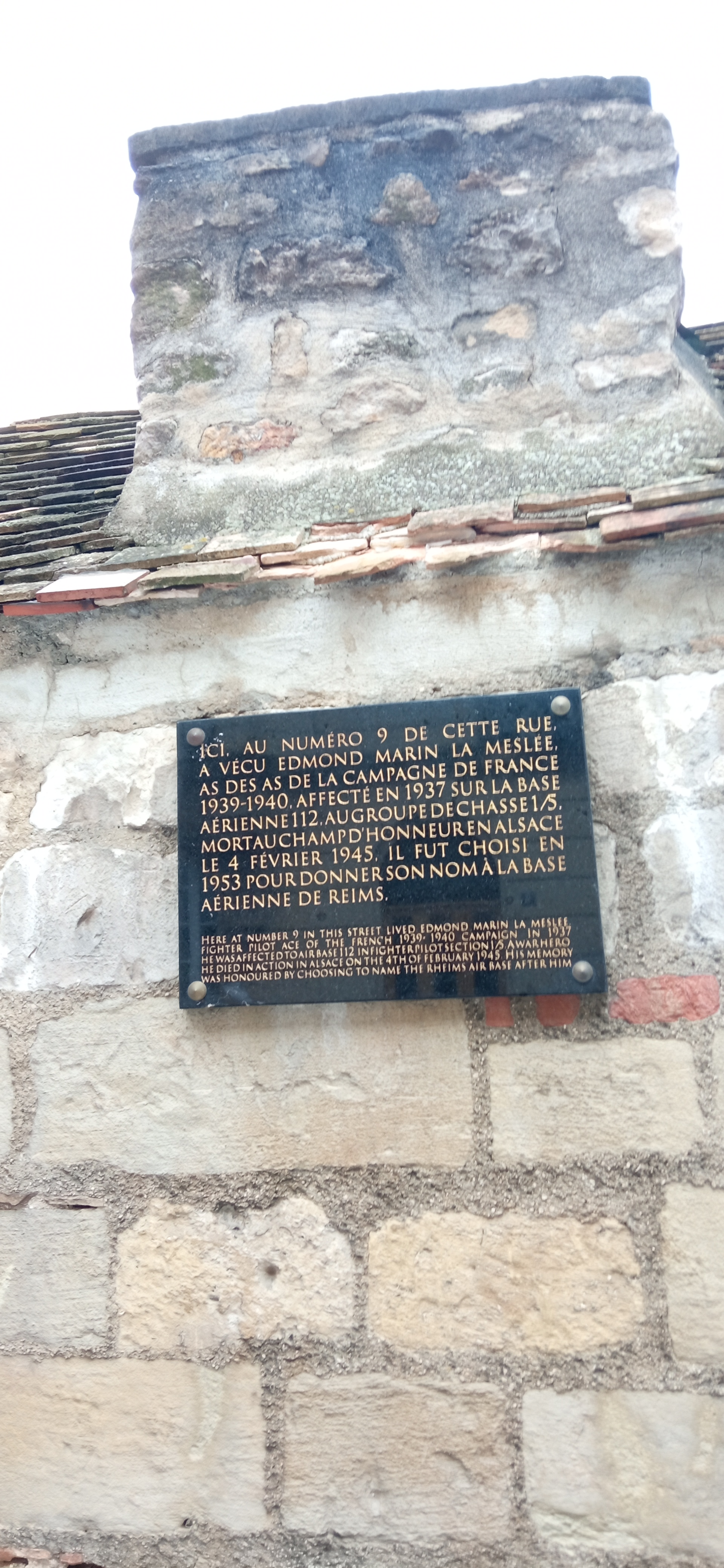
Plaque de marbre de la rue Guillaume-de-Machault.

Les villes de Valenciennes (Nord) , Reims (Marne), Colmar (Haut-Rhin), Créteil (Val-de-Marne) et Antony (Hauts-de-Seine), tout comme les communes de Dessenheim (Haut-Rhin), Rustenhart (Haut-Rhin), Courcy (Marne), Suippes (Marne), de Calais (Pas-de-Calais), d'Audresselles (Pas-de-Calais), d'Apt (Vaucluse), du Port-Marly (Yvelines) et de Pessac (Aquitaine) ont rendu hommage au héros en donnant son nom à l'une de leurs rues. À Valenciennes , une résidence porte le nom du  héros rue Bauduin l'Edifieur et à Audresselles, village de pêcheurs, une plaque commémorative gravée à la mémoire d'Edmond Marin la Meslée a été fixée sur la maison familiale de vacances des Marin la Meslée. 
La Base aérienne 112 de Reims, qui fut la première de France à recevoir un nom de baptême, a porté son nom à partir du 14 février 1953 (à l'initiative de l'as de guerre Jean-Mary Accart, colonel qui commandait alors la base), et ce jusqu'à sa dissolution le 30 juin 2011. Toujours à Reims, une salle du musée de la Base aérienne 112 et de l'Aéronautique locale lui était entièrement consacrée ; ce musée présentait notamment le réservoir auxiliaire largable retrouvé sur les lieux du crash du P-47 qu'il pilotait le 4 février 1945. À Reims encore, le 2 février 2012, dans le contexte de la célébration du centenaire de sa naissance, a été inaugurée à sa mémoire en centre-ville, sur l'un des murs de l'office de tourisme (situé au pied de Notre-Dame), une plaque de marbre rappelant l'endroit où le futur as des as de la campagne de France 1939-1940 résida durant ses années d'affectation sur la base aérienne 112 (plaque visible face au no 9 de la rue Guillaume-de-Machault, où il résida avant-guerre).
L'École de l'Air de Salon-de-Provence abrite un grand amphithéâtre portant son nom. Enfin, Perrigny-lès-Dijon, village natal de son épouse, Élisabeth Marin la Meslée, née Joliet, a, très symboliquement, planté l'arbre de la liberté commémoratif de 1789 au milieu du square Marin-la-Meslée.